# Air Contractors

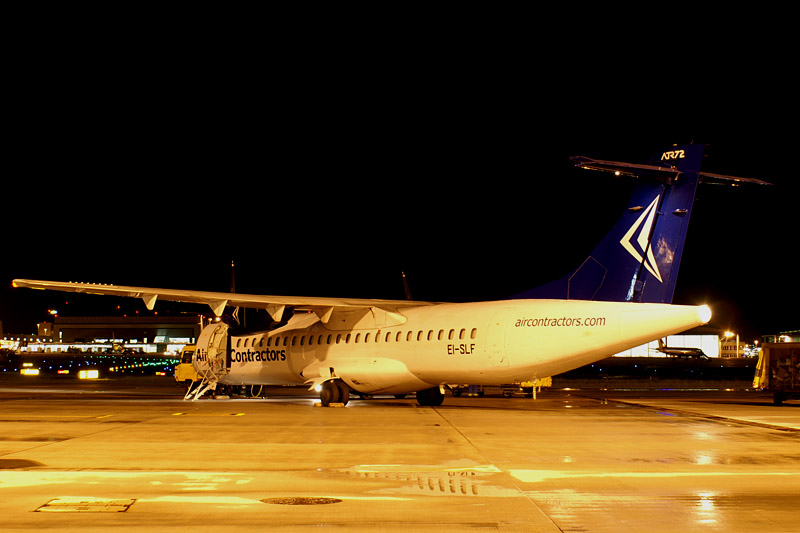
ATR 72 w barwach Air Contractors

ASL Aviation Group (kod linii IATA: AG / kod linii ICAO: ABR) – irlandzkie towarowe linie lotnicze, z siedzibą w Dublinie. Firma oferuje regularne i czarterowe przewozy towarów na trasach europejskich. Jej główną bazą jest port lotniczy w Dublinie. Przewoźnik jest jedynym w Europie cywilnym użytkownikiem samolotu Lockheed C-130 Hercules.

## Historia
W 1972 roku, w East Midlands, została założona firma AirBridge Carriers. We wrześniu 1992 przemianowała się na Hunting Cargo Airlines. W czerwcu 1998 została kupiona przez Compagnie Maritime Belge i Safair, przeniosła się do Irlandii i zmieniła nazwę na Air Contractors. W 2015 roku linia zmieniła nazwę na ASL Airlines Ireland.

## Flota
- 2 Airbus A300
- 7 ATR 42
- 12 ATR 72
- 1 Lockheed C-130 Hercules
- 4 Boeing 737
- 3 Boeing B757-200 latające w barwach Aer Lingus[1]